# Большой Уват
Большо́й Ува́т — крупное пресноводное озеро в Вагайском районе Тюменской области, недалеко от границы с Омской областью. Памятник природы регионального значения.
Озеро находится в нижнем течении реки Ишим. Площадь озера — 179 км². Оно имеет продолговатую форму, вытянутую с запада на восток. Длина — 25 км, ширина — до 10,5 км. Показатель рН 7—7,5. Глубина — до 5 м. Высота над уровнем моря — 62 м. Дно илистое. Снеговое и дождевое питание. Берега низкие, слабо изрезанные. Вытекающая река — Вертенис, приток Ишима.
В Большом Увате обитают: окунь, карп, щука, ёрш, чебак, пескарь. На озере часто случаются заморы. Биомасса планктона 15,80 г/м³, бентоса — 97,2 кг/га.
На берегах озера расположены деревни Осиновская, Одинарская, Вершинская и Веселинская, населённые преимущественно большеуватскими татарами (этнографическая группа тоболо-иртышских татар). Местное население использует озеро для рыболовства артельным способом.